# Ndeumba River
Ndeumba River är en flodgren i Fiji.   Den ligger i divisionen Centrala divisionen, i den centrala delen av landet, 40 km väster om huvudstaden Suva.